# Margarita Zavala
Margarita Ester Zavala Gómez del Campo (Ciudad de México, 25 de julio de 1967) es una abogada y política mexicana. Fue la primera dama de México de 2006 a 2012, durante la presidencia de Felipe Calderón. También fue diputada plurinominal del Congreso de la Unión durante la LIX Legislatura de 2003 a 2006 y diputada local de la Asamblea Legislativa del Distrito federal de 1994 a 1997.
En junio de 2015, a través de un video, anunció sus intenciones de competir por la presidencia de la república en las elecciones de 2018. El 6 de octubre de 2017 renunció al Partido Acción Nacional, tras 33 años de militancia, para presentarse como candidata independiente. El INE determinó el 23 de marzo de 2018 que Margarita Zavala era la única candidata que logró reunir el umbral de firmas requerido para la postulación de la primera candidatura independiente a la Presidencia de México. Sin embargo, el 16 de mayo renunció a la candidatura, sin mencionar si declinaba por algún candidato.
En febrero de 2021, tras su fallido intento de convertir su asociación civil México Libre en un partido político, anunció su regreso al Partido Acción Nacional para aspirar a una diputación federal. El PAN incluyó a Zavala como candidata a diputada federal por el principio de representación proporcional y anunció su postulación por el mismo cargo por el distrito electoral federal 10 de la Ciudad de México. En las elecciones federales de 2021, resultó ganadora por el distrito 10 de Miguel Hidalgo.

## Primeros años y educación
Margarita Zavala nació el 25 de julio de 1967 en la Ciudad de México. Es la quinta de siete hijos, del matrimonio de abogados Diego Zavala Pérez y Mercedes Gómez del Campo, junto con sus hermanos: Diego Hildebrando, Mercedes, Pablo, Juan Ignacio, Rafael y Mónica.
Realizó sus primeros estudios en el Colegio Asunción, donde posteriormente llegó a impartir clases y adonde envió a sus hijos.
A los 17 años de edad se convirtió en una de las lideresas juveniles del derechista Partido Acción Nacional, lugar donde conocería a Felipe Calderón Hinojosa en 1984 mientras ambos militaban en el PAN. Iniciaron su noviazgo en la ciudad de Morelia, casándose el 9 de enero de 1993.
Zavala estudió leyes en la Escuela Libre de Derecho de la Ciudad de México. Su tesis, titulada: «La Comisión Nacional de Derechos Humanos: antecedentes, estructura y propuesta», fue publicada por la Comisión Nacional de los Derechos Humanos.

## Actividad política y cargos públicos
Después de graduarse como abogada, trabajó en los bufetes jurídicos privados Estrada, González y de Ovendo y para Sodi y Asociados. Entre los años 1991 y 1992 fue docente de derecho en la Universidad Iberoamericana.
Margarita fue diputada local en la Asamblea Legislativa del Distrito Federal (1994-1997) y diputada federal por representación proporcional en la LIX Legislatura (2003-2006), donde fue nombrada subcoordinadora de política social del Grupo Parlamentario del PAN.

### Cargos partidistas
Margarita Zavala fue consejera nacional del Partido Acción Nacional desde 1991. Se desempeñó como Directora Jurídica del Comité Ejecutivo Nacional de 1993 a 1994. En 1995 fue la delegada para México en la Conferencia Mundial sobre las Mujeres (Pekín, 1995), con el tema de Derechos de las Mujeres.
En 1999 Luis Felipe Bravo Mena la llamó a ser Secretaria Nacional de Promoción Política de la Mujer, puesto que sostuvo de 1999 a 2003. Durante sus cuatro años como secretaria nacional la proporción de mujeres diputadas federales del PAN aumentó de 19% a 32%, el mayor crecimiento en cualquier partido político.
Formó parte del equipo de transición de Vicente Fox, sirviendo como asesora de los derechos de las mujeres, buscando la equidad de género. Fue una de los miembros fundadores de la Junta de Gobierno del Instituto Nacional de las Mujeres en 2001.

### Cámara de Diputados
Zavala fue elegida a la Cámara de Diputados en 2003 como parte de la LIX Legislatura del Congreso de la Unión. Fue nominada por el Partido Acción Nacional bajo el principio de Escrutinio proporcional plurinominal. Sirvió en tres comisiones de la Cámara de Diputados: Comisión de Trabajo y Seguridad Social (2003-06), Comisión de Justicia y Derechos Humanos (2003-06), Comisión de la Defensa Nacional (2003-06). También fue miembro del Comité del Centro de Estudios de Derecho e Investigaciones Parlamentarias (2004-06). Además, se desempeñó como subcoordinadora de Política Social del Grupo Parlamentario del PAN. Zavala renunció en abril de 2006 para hacer campaña por la candidatura de su marido durante las elecciones federales en México de 2006.

### Primera dama de México

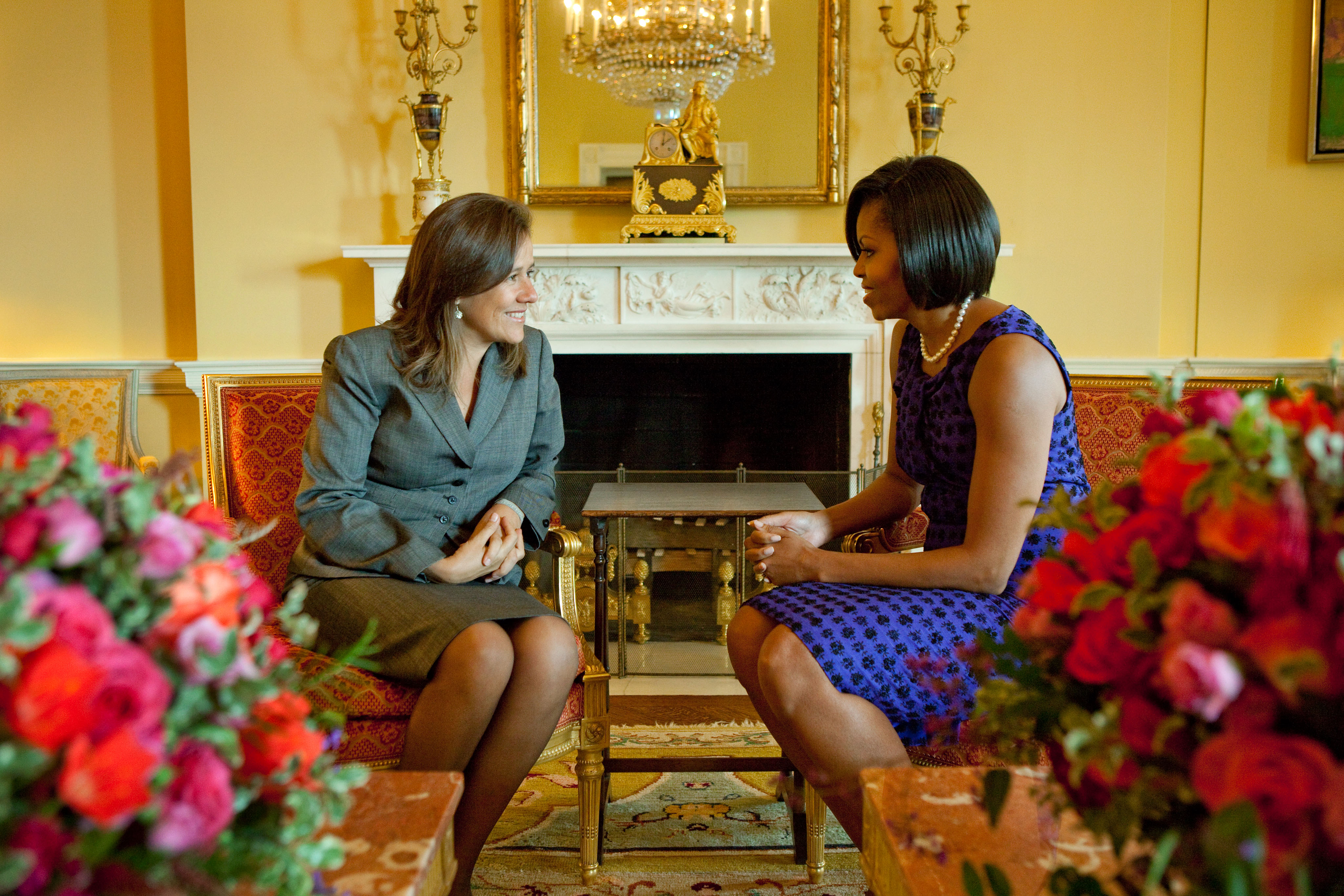
Margarita Zavala con la primera dama de Estados Unidos Michelle Obama en la Casa Blanca, febrero de 2010.

Como primera dama de México, y como es de costumbre en el país, fue la presidenta del Sistema Nacional para el Desarrollo Integral de la Familia (SNDIF), institución encargada primordialmente del apoyo directo a niños, mujeres y familias de escasos recursos en todo el país. Apoyó, junto con la Red Voluntaria DIF, a las zonas que sean afectadas en casos de desastres naturales. Trabajó en el tema de protección a niñas y niños migrantes no acompañados[cita requerida], haciendo énfasis en la necesidad de tener una mayor coordinación entre las distintas instancias internacionales.
En junio de 2008 presentó la campaña de información «Para una Nueva Vida», que busca proveer a los padres de familia con información que contribuya a la prevención de adicciones en niños y jóvenes. Esta lucha contra las adicciones se ha convertido en un tema prioritario en su agenda.

## Polémicas
Durante la administración de su esposo, su familia estuvo involucrada en escándalos de corrupción. Entre ellos se encuentra el caso del incendio de la Guardería ABC en Hermosillo, Sonora, guardería subrogada del Instituto Mexicano del Seguro Social, la cual era propiedad de, entre otros, Marcia Matilde Altagracia Gómez del Campo Tonella, familiar de la entonces primera dama. La guardería se incendió el 5 de junio de 2009 y de acuerdo con reportes de investigación, las instalaciones nunca cumplieron con ningún estándar de seguridad. Aun cuando la señora Gómez del Campo Tonella no fue hallada culpable por el Poder Judicial, es cuestionable el veredicto dada la evidencia antes mencionada, la cual no solo probaría negligencia en el manejo de la guardería, sino podría llevar a una investigación sobre conflicto de intereses por la vinculación familiar.
La compañía de su hermano Diego Hildebrando Zavala, Hildebrando, S.A. de C.V., y en la cual según el diario La Jornada también tuvo participación Margarita Zavala, recibió contratos millonarios del gobierno federal, concretamente de la Secretaría de Energía cuando Felipe Calderón, su cuñado, era el secretario. Entre los clientes de la empresa de informática y bases de datos, se encontraron el IMSS, Petróleos Mexicanos, Comisión Federal de Electricidad, la Compañía de Luz y Fuerza del Centro, y el Instituto Federal Electoral, entre otros. Este hecho fue señalado por la oposición como prueba de corrupción desde la campaña electoral 2006, cuando Felipe Calderón utilizaba en su campaña el eslogan «Manos Limpias».
A principios del sexenio de su esposo, en diciembre de 2006, su primo hermano, Luis Felipe Zavala MacGregor, fue abatido a tiros en su vehículo por una banda criminal.
Mariana Gómez del Campo, prima de la primera dama, se convirtió en la primera mujer presidenta del Partido Acción Nacional de la Ciudad de México en 2007, en medio de acusaciones de haber alterado el padrón del partido. Del mismo modo se le acusó de haber impuesto a su hermana Teresa Gómez del Campo en el Instituto Mexicano de la Juventud, dependencia federal en la que consta que esta última recibió un pago único de $473 mil 684 pesos por concepto de análisis temático y compilación de documentos de la agenda legislativa federal, así como un pago parcial de $28 mil 125 pesos.
En reiteradas ocasiones se ha dicho estar a favor de la inclusión de la comunidad LGBT. Sin embargo, durante un evento de recolección de firmas para su candidatura independiente a la presidencia, una pareja de lesbianas con hijas se le acercaron, pero ella se negó a retratarse con ellas en cuanto le dijeron ser una familia homoparental, alegando que era una situación distinta.

## Campaña política a la presidencia 2018

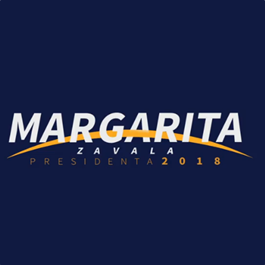
Emblema de Margarita Zavala como candidata independiente.

El 14 de junio de 2015, en un vídeo publicado a través de redes sociales Margarita anuncia su intención de competir por la presidencia de México en las elecciones de 2018.
El 6 de octubre de 2017, después de 33 años de militancia en el Partido Acción Nacional, renunció por causa de diferencias de opinión con el presidente del partido, Ricardo Anaya. Seis días después, el 12 de octubre de 2017, Zavala se registró ante el Instituto Nacional Electoral (INE) como aspirante a candidata independiente a la presidencia.
A finales de 2017 se encontraba en una campaña de recolección de firmas, para lo cual necesitó reunir 866 593 en al menos 17 entidades para buscar la candidatura a la presidencia en 2018, mismas que fueron certificadas el 23 de marzo de 2018.
El 16 de marzo de 2018 el INE validó sus firmas y aprobó su candidatura para participar como independiente en las elecciones federales.
Dos meses después, el 16 de mayo hizo pública su renuncia a la candidatura presidencial de México.

## Vida personal
Después de 6 años de haber sido novia de Felipe Calderón Hinojosa, se casaron el 9 de enero de 1993. Tienen tres hijos: María (1997), Luis Felipe (1999) y Juan Pablo (2003).
Zavala es de religión católica.

## Distinciones recibidas
- Dinamarca: Gran cruz de la Orden de Dannebrog[32]
- España: Orden de Isabel la Católica[33]